# مورهین کاستر مرک بیندومو
مورهین کاستر مرک بیندومو (انگلیسی: Murhyen Kaster Mereck Bindoumou؛ زادهٔ ۱ سپتامبر ۱۹۸۸) بازیکن فوتبال اهل جمهوری کنگو است.
از باشگاه‌هایی که در آن بازی کرده‌است می‌توان به باشگاه فوتبال اوسر اشاره کرد.
وی همچنین در تیم ملی فوتبال کنگو بازی کرده‌است.